# Kuramit
Kuramit (IMA-Symbol Ku) ist ein sehr selten vorkommendes Mineral aus der Mineralklasse der „Sulfide und Sulfosalze“ mit der chemischen Zusammensetzung Cu3SnS4 und damit chemisch gesehen ein Kupfer-Zinn-Sulfid.
Kuramit kristallisiert im tetragonalen Kristallsystem, entwickelt jedoch nur winzige, runde bis längliche Körner bis etwa 80 μm Größe als Einschlüsse in Goldfieldit. Das Mineral ist undurchsichtig (opak) und zeigt auf den Oberflächen der stahlgrauen, auf polierten Flächen im Auflicht auch neutral grauen, Körner einen metallischen Glanz.

## Etymologie und Geschichte
Entdeckt wurde Kuramit zuerst in der Gold-Lagerstätte „Kochbulak“ (auch Kockbulak) bei Ohangaron im Kuramin-Gebirgszug (auch Kuramin-Berge; englisch Kuramin Mountains) des Tian-Shan-Hochgebirges (Tschatkal-Kuraminsk-Gebiet) in der Viloyat Taschkent im Osten Usbekistans. Die Analyse und Erstbeschreibung erfolgte durch W. A. Kowalenker, T. L. Jewstignejewa, N. W. Tronewa und L. N. Wjalsow (russisch В. А. Коваленкер, Т. Л. Евстигнеева, Н. В. Тронева, Л. Н. Вяльсов), die das Mineral nach dessen Typlokalität als Kuramit (russisch Курамит) bezeichneten.
Das Mineralogenteam um Kowalenker sandte seine Untersuchungsergebnisse und den gewählten Namen 1979 zur Prüfung an die International Mineralogical Association (interne Eingangsnummer der IMA: 1979-013), die den Kuramit als eigenständige Mineralart anerkannte.
Das Typmaterial des Minerals wird im Mineralogisches Museum, benannt nach A. J. Fersman (FMM) unter der Katalog-Nummer 80176 und im Institut für Geologie der Erzlagerstätten, Petrographie, Mineralogie und Geochemie der Russischen Akademie der Wissenschaften in Moskau aufbewahrt.

## Klassifikation
Da der Kuramit erst 1979 als eigenständiges Mineral anerkannt wurde, ist er in der zuletzt 1977 überarbeiteten 8. Auflage der Mineralsystematik nach Strunz noch nicht verzeichnet.
In der zuletzt 2018 überarbeiteten Lapis-Systematik nach Stefan Weiß, die formal auf der alten Systematik von Karl Hugo Strunz in der 8. Auflage basiert, erhielt das Mineral die System- und Mineralnummer II/C.06-050. Dies entspricht der Klasse der „Sulfide und Sulfosalze“ und dort der Abteilung „Sulfide mit dem Stoffmengenverhältnis Metall : S,Se,Te ≈ 1 : 1“, wo Kuramit zusammen mit Barquillit, Briartit, Černýit, Famatinit, Ferrokësterit, Hocartit, Kësterit, Keutschit, Luzonit, Permingeatit, Petrukit, Pirquitasit, Rhodostannit, Sakuraiit, Stannit, Toyohait und Velikit die „Stannitgruppe“ mit der Systemnummer II/C.06 bildet.
Die von der IMA zuletzt 2009 aktualisierte 9. Auflage der Strunz’schen Mineralsystematik ordnet den Kuramit ebenfalls in die Abteilung „Metallsulfide, M : S = 1 : 1 (und ähnliche)“ ein. Diese ist allerdings weiter unterteilt nach den in der Verbindung vorherrschenden Metallen. Das Mineral ist hier entsprechend seiner Zusammensetzung in der Unterabteilung „mit Zink (Zn), Eisen (Fe), Kupfer (Cu), Silber (Ag) usw.“ zu finden, wo es zusammen mit Černýit, Ferrokësterit, Hocartit, Idait, Kësterit, Pirquitasit, Stannit und Velikit die „Stannitgruppe“ mit der Systemnummer 2.CB.15a bildet.
In der vorwiegend im englischen Sprachraum gebräuchlichen Systematik der Minerale nach Dana hat Kuramit die System- und Mineralnummer 02.09.02.04. Auch dies entspricht der Klasse der „Sulfide und Sulfosalze“ und dort der Abteilung „Sulfidminerale“. Hier findet er sich innerhalb der Unterabteilung „Sulfide – einschließlich Selenide und Telluride – mit der Zusammensetzung AmBnXp, mit (m+n) : p = 1 : 1“ in der „Stannitgruppe (Tetragonal: I42m) A2BCS-Typ“, in der auch Stannit, Černýit, Briartit, Sakuraiit, Hocartit, Pirquitasit, Velikit, Kësterit, Ferrokësterit und Barquillit eingeordnet sind.

## Kristallstruktur
Kuramit kristallisiert in der tetragonalen Raumgruppe I42m (Raumgruppen-Nr. 121) mit den Gitterparametern a = 5,45 Å und c = 10,75 Å sowie zwei Formeleinheiten pro Elementarzelle.

## Bildung und Fundorte
An seiner Typlokalität „Kochbulak“ (auch Kockbulak) in den Kuramin-Bergen bildete sich Kuramit in Goldsulfid-Quarz-Adern, wo man ihn als Einschlüsse in Goldfieldit fand. Als weitere Vergesellschaftungen traten hier noch Altait, Chalkostibit, Emplektit, Famatinit, gediegen Gold, Hessit, Kassiterit, Mawsonit, Mohit, Petzit und Sylvanit auf.
Als sehr seltene Mineralbildung konnte Kuramit nur an wenigen Orten nachgewiesen werden, wobei weltweit bisher rund 10 Vorkommen dokumentiert sind (Stand 2024). Kochbulak ist dabei das bisher einzige bekannte Vorkommen in Usbekistan.
Weitere bisher bekannte Fundorte liegen unter anderem in Andalgalá (Catamarca) und im Bergbaubezirk Organullo bei San Antonio de los Cobres (Salta) in Argentinien, El Indio in der chilenischen Provinz Elqui, im Kambove-Territorium der Haut-Katanga in der Demokratischen Republik Kongo, am Perama bei Alexandroupoli (Ostmakedonien und Thrakien) in Griechenland, am Lahóca bei Recsk im ungarischen Kleingebiet Pétervására, der Provinz Shiribesh auf der japanischen Insel Hokkaidō, bei Stenalees in der englischen Grafschaft Cornwall sowie bei Bisbee im Cochise County (Arizona), am Anvil Mountain im San Juan County (Colorado), im ehemaligen Bergbaubezirk Goldfield im Esmeralda County und den Bergbaubezirken Cactus Springs und Gold Crater Nye County (Nevada) in den Vereinigten Staaten.